# 趙之璧
趙之璧（英語：Bibi Chao，1973年4月20日—），台灣女歌手，畢業於世新大學。在2001年12月發行第一張個人專輯《在你和天空之間》。2008年6月與元若藍、陳聖弘、陳楷、小黃、楊元傑組成樂團紛紛樂團The Fen Fens，2012年解散。現為電台DJ。

## 外部連結
- 趙之璧的Facebook專頁
- 趙之璧的Instagram帳戶